# Panji
Panji (en chino, 潘集; pinyin, Pānjí) es un distrito urbano bajo la administración directa de la Prefectura Huainan en la Provincia de Anhui, República Popular China.  Su área es de 598 km² y su población total para 2010 superó los 390 mil habitantes. 

## Administración
Desde julio de 2023, el  Distrito Panji se divide en 11 pueblos que se administran en 1 subdistrito, 9   poblados y 1 villa étnica.